# Navy and Marine Corps Medal
La Navy and Marine Corps Medal est une décoration militaire des États-Unis.

## Historique
Au cours du XXe siècle, la Navy and Marine Corps Medal a été décernée a des personnels ayant sauvé des vies au risque de leur vie, et ce critère la différencie de la Silver et de la Gold Lifesaving Medal.
Cette décoration a été décernée pour la première fois au cours de la Seconde Guerre mondiale, mais le premier récipiendaire est inconnu.

## Récipiendaires célèbres
- Carl Brashear
- John F. Kennedy

## Sources
- (en) Cet article est partiellement ou en totalité issu de l’article de Wikipédia en anglais intitulé « Navy and Marine Corps Medal » (voir la liste des auteurs).